# Siêu cúp bóng đá Pháp 2020
Siêu cúp bóng đá Pháp 2020 (dịch 2020 Champions Trophy) là lần thứ 15 của siêu cúp bóng đá Pháp. Trận đấu sẽ diễn ra giữa đội vô địch của Ligue 1 2019–20 và Cúp bóng đá Pháp 2019–20, Paris Saint-Germain, và đội á quân của Ligue 1, Marseille.
Trận đấu sẽ là lần thứ 2 Paris Saint-Germain và Marseille gặp nhau tại trận tranh siêu cúp kể từ năm 2010.
Paris Saint-Germain đã 7 lần liên tiếp vô địch.
Trận đấu sẽ được phát trực tiếp bởi liên doanh TF1-kênh bóng đá của Mediapro, Téléfoot và một số đài quốc tế đến một số nước, theo hợp tác 4 năm của LFP và các đối tác.

## Trận đấu

### Tóm tắt
TBC

### Chi tiết
| Paris Saint-Germain | v | Marseille |
| ------------------- | - | --------- |
|                     |   |           |

| Cầu thủ xuất sắc nhất trận: TBD Trợ lý trọng tài: TBC Trọng tài thứ 4: TBC Trọng tài video: TBC Trợ lý trọng tài video: TBC | Quy tắc trận đấu: - 90 phút chính thức. - Đá luân lưu nếu kết quả hòa, không đá hiệp phụ. - Mỗi đội TBC số cầu thủ dự bị, tối đa TBC lần thay người. |